# У фрау Господині також є племінниця
«У фрау Господині також є племінниця» («Frau Wirtin hat auch eine Nichte») — західнонімецька історична кінокомедія 1969 року, знята режисером Францем Антелем.

## Сюжет
Сюзанна зі своєю театральною трупою прямує до Франції, але в Ельзасі поліція заарештовує провідного актора, прийнятого за противника імператора барона фон Амбраса, який розшукується. Інші лицедії вирушають за ним, сподіваючись виручити нещасного. Згадуючи своє давнє знайомство з Наполеоном, Сюзанна вирішує уявити доказ свого зв'язку з імператором — маленькою дитиною, підібраною трупою в одному з покинутих будинків дорогою. У цей час Бонапарт займається вирішенням матримоніальних проблем. Він має намір одружитися з австрійською принцесою Марією-Луїзою, але її батько імператор Франц сумнівається в доцільності цього шлюбу через те, що Наполеон раніше не мав дітей. Немовля, що видається Сюзанною за позашлюбного сина імператора, має послужити доказом здатності Бонапарта до дітонародження, чого не можуть собі дозволити противники союзу Франції та Австро-Угорщини.

## У ролях
- Террі Тордей: Сюзанна, господиня з Лана / її власна племінниця
- Гаральд Лейпніц: Фердинанд
- Клаудіо Брук: барона фон Амбрас
- Генріх Швайгер: Наполеон Бонапарт
- Ландо Будзанка: граф Ломбардіні
- Жак Ерлен: Булакієв, російський посол
- Еріх Ніковіц: Вальдесхайн, австрійський посол
- Карл Міхаель Фоглер: принц Боргезе
- Маргарет Лі: Поліна Боргезе
- Ральф Вольтер: годинникар Бобінет
- Едвіж Фенек: Розалія
- Франц Муксенедер: Пампернікель
- Розмарі Ліндт: Берта
- Джудіт Дорніс: Дорін
- Сіссі Льовінгер: Серафін
- Аннамарія Сільвассі: Агата
- Ева Ваднаї: Бабушка
- Еріх Падалевскі: французький офіцер

## Знімальна група
- Режисер: Франц Антель
- Сценарій: Курт Нахман, Гюнтер Еберт
- Продюсер: Франц Антель
- Композитор: Джанні Ферріо
- Оператор: Ганнс Матула
- Монтаж: Ф. Аноклеттані